# Cylinderglas
Cylinderglas er en manuelt fremstillet type vinduesglas. Fremstillingsmetoden menes at stamme fra Lorraine-området nær Rhinen i det nordøstlige Frankrig, og menes at kunne spores tilbage til 1100-tallet. 
Cylindermetoden blev anvendt frem til 1920'erne, men herefter begyndte mere industrielle produktionsmetoder at overtage.